# 小林祝之助
小林 祝之助（おばやし しゅくのすけ、1892年7月26日 - 1918年6月7日）は第一次世界大戦にフランス陸軍航空隊に志願参加し、撃墜され戦死した日本人パイロットである。
1892年、京都市左京区の大豊神社の宮司・小林忠一（鳥取県出身）の長男として生まれた。清和中学校（後の立命館中学校）に入学するが出席日数不足により中退。同期には大野木秀次郎や南部吉郎（南部陽一郎の父）がいた。
1913年、伏見の深草練兵場での着陸時の飛行家武石浩玻の事故死に心を動かされ、飛行家をめざした。1915年6月渡仏し、1年ほどをフランス語学習に費やし、1916年6月フランス陸軍航空学校に入学、1917年3月課程終了、偵察機のパイロットになる。1918年2月に戦闘機隊に志願、5月にスパッド機のパイロットになる。2週間ほど後の6月7日に西部戦線コーブルにて戦死した。
小林の戦死に対し、フランス大統領レイモン・ポアンカレからクロワ・ド・ゲール勲章および感謝状が贈られた。
また、1925年に京都市左京区真正極楽寺（真如堂）境内に小林祝之助の記念碑が建てられた。